# Curtana

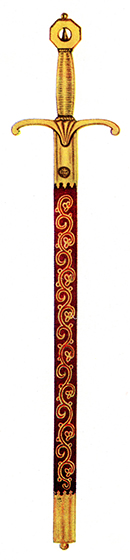
Curtana

Curtana, également connue sous le nom d'épée de Miséricorde, est une épée de cérémonie utilisée lors du couronnement des rois et reines britanniques. Elle fait partie des joyaux de la Couronne du Royaume-Uni. Sa pointe est émoussée et carrée pour symboliser la miséricorde.  
Si l'épée actuelle a été fabriquée au XVIIe siècle, on lui prête des antécédents légendaires : elle aurait pour certains été ceinte par le dernier roi d'Angleterre anglo-saxon Édouard le Confesseur, pour d'autres été l'épée de Tristan puis d'Ogier dans la Matière de France. 

## Description
L'épée mesure 96,5 cm de longueur et 19 de large au niveau de la poignée. Quelque 2,5 cm manquent à l'extrémité. Curtana a une pointe carrée. Son extrémité était autrefois dentelée comme le serait une lame brisée, mais a été rectifiée. La lame, en acier, est décorée d'un « loup courant » qui tire son origine de la ville de Passau, en Basse-Bavière, en Allemagne. La poignée est en fer doré, avec une fusée de bois entourée de fil. Le fourreau est en cuir rehaussé de velours cramoisi à broderie dorée ; il a été changé à plusieurs reprises depuis le XVIIe siècle, l'actuel datant de 1937. 
Dans les cortèges elle côtoie deux autres épées, qui ont elles conservé leur pointe : l'une très pointue symbolise la justice temporelle ; l'autre plus obtuse la justice spirituelle,.

## Histoire

### Dynastie angevine
Le nom Curtana ou Curtein (du latin Curtus, qui signifie « court »,) apparaît pour la première fois dans les récits du couronnement de la reine Éléonore de Provence en 1236, lors de son mariage avec Henri III d'Angleterre. Sous le nom de Curtana elle est mentionnée dans le Livre rouge de l'Échiquier (Red Book of the Exchequer) comme l'une des trois épées utilisées dans les services. La Chronique de Matthew Paris la nomme Curtein et l'identifie à l'épée d’Édouard le Confesseur. 
Curtana est peut-être la même que l'épée dite « de Tristram », conservée dans le regalia selon les premiers registres de la dynastie angevine (en) : un brevet de 1207 atteste que le roi Jean sans Terre délivre cette année-là un reçu pour deux épées, « à savoir l'épée de Tristram » ( scilicet   Tristrami ) et une autre,. Toute relique crédible prétendant être l'épée de Tristram devait nécessairement être cassée, puisque dans la légende Tristan brise la pointe de son arme en la logeant dans le crâne de Morholt. Bien que cette arme n'ait pas de nom dans les premiers romans de Tristan et Iseult, dans le Tristan en prose (1230-1235 et 1240), l'épée brisée de Tristan échoit à Ogier le Danois (l'un des paladins de Charlemagne), qui la nomme Cortain. Cette ressemblance est considérée comme probante par ceux qui comme Roger Sherman Loomis soutiennent que Curtana a appartenu à Tristan, mais d'autres historiens comme Edith Ditmas contestent la pertinence de l'argument,,. 
Il a également été suggéré que le nom de l'épée du régalia Curtana aurait pu être emprunté directement à l'épée d'Ogier Cortain, qui est également orthographiée Cortana ou Curtana dans les interprétations italiennes.

### Datation
L'épée originale ne peut être datée et les opinions des commentateurs diffèrent. Selon Matthew Paris et après lui James Planché, l'épée est déjà celle d'Édouard le Confesseur (qui règne de 1042 à 1066). D'autres comme Edith Ditmas écartent cette hypothèse : il est exact que des objets du trésor d'Angleterre proviennent de la tombe d’Édouard, mais aucune épée ne figure dans cette liste. 
Martin Aurell suggère dans sa New Interpretation que l'épée a été offerte par Henry II à son fils Jean sans Terre, lors de son investiture à la seigneurie d'Irlande (1177). Matthew Strickland estime qu'elle sert lors des couronnements d'Henri le Jeune en 1154 et 1170. On sait qu'au couronnement de Richard Cœur de Lion « trois épées royales (...) du trésor du roi », aux fourreaux recouverts d'or, sont portées par trois comtes dans le cortège,.

### Porte-épée officiel
Jusqu'au XIVe siècle, la charge de porter l'épée devant le monarque lors des couronnements échoit au comte de Chester. Aujourd'hui, ce privilège revient à un pair de haut rang choisi par le roi. Lorsqu'elle n'est pas utilisée, l'épée est exposée avec les autres joyaux de la couronne dans la Tour de Londres. 

### Épée de miséricorde
La signification attribuée à Curtana et aux deux autres épées de couronnement britanniques a changé au fil du temps. Les premières sont attribuées sous Henri IV : Curtana représente alors « l'épée de justice »,. Plus tard — en tout cas avant le couronnement de Henri VI (roi d'Angleterre) — on évoque sa pointe émoussée pour en faire  le symbole de la miséricorde,,.

### Reproduction de Curtana auXVIIesiècle
Longtemps, une nouvelle épée est fabriquée pour chaque couronnement,. L'actuelle est fabriquée entre 1610 et 1620, probablement par Robert South, membre de la Worshipful Company of Cutlers, et est utilisée quand Charles Ier monte sur le trône en 1626. Sa lame a été forgée dans les années 1580 par les forgerons italiens Giandonato et Andrea Ferrara et importée d'Italie en Angleterre. 
Avec les autres objets symboliques de ce couronnement, elle est conservée à l'abbaye de Westminster et c'est, avec deux épées de justice et la cuillère de couronnement, l'une des rares pièces des joyaux de la couronne à avoir survécu à la guerre civile anglaise, après avoir été vendue à Roger Humphreys pour 5 £ en 1649. Ces épées sont utilisées pour tous les couronnements depuis celui de seur Jacques II en 1685 (mais on ignore si son prédecesseur Charles II s'en sert).